# 杜坎纤食法
杜坎纤体法是一種盲從的飲食風潮（英語：fad diets）。其理論中的蛋白质减肥法是由法國醫生和營養師皮埃尔·杜坎（Pierre Dukan）博士得出的结论。

## 理念
杜坎减肥瘦身法是以巩固蛋白质的摄取并控制葡萄糖和脂肪的摄取。因此这是一个通过减少脂肪的高蛋白质并低热量的减肥法。杜坎医生用真正的食物取代减肥药等材料。这个减肥法原理是为病人的量身制定一个食物计划并令其遵循计划进食。
随着葡萄糖和脂肪的减少，身体必须从体内储藏的脂肪，即脂细胞中消耗以使肌肉正常运作。身体将制造酮体即酮酸，然后被肾脏过滤。脂肪内存将溶解并释放出血液中的酸酯，这会加大肝脏和肾脏的工作量。因此杜坎瘦身法需要饮用大量的水。
另外，蛋白质的卡路里少于脂肪（每克葡萄糖和蛋白质含4千卡路里；每克脂肪含9千卡路里）。此瘦身法不涉及节食，仅仅是节制食物的质量：不会有饥饿感。减重第一过程通常很快，5公斤左右。
这种高蛋白质减肥法有时能够引起血内尿酸过多并引起严重的副作用如由大量的寡肽、肽和多肽的供应所导致的尿酸盐结石，尤其是在足部、手部和身体较凉的部位。这些不良反应轻者为关节疼痛，重者为痛风性关节炎。
最好在采取此瘦身法之前听取医生的建议。

## 效果
瘦身法的效果存在一定的争议。一项根据1525位采用杜坎减肥法瘦身的患者调查指出：其中十位中八位患者用7个月的时间成功地减重到适合他们的体重。80%的患者维持在这一体重。90%的患者在针对肾、肝和血的体检后没有发现异样。